# 4016 Самбр
4016 Самбр (4016 Sambre) — астероїд головного поясу, відкритий 15 грудня 1979 року.
Тіссеранів параметр щодо Юпітера — 3,485.
Названо на честь річки Самбр, фр. Sambre, нід. Samber, яка протікає у Франції та Бельгії, ліва притока Маасу.